# Trirhithrum inauratipes
Trirhithrum inauratipes är en tvåvingeart som beskrevs av Munro 1933. Trirhithrum inauratipes ingår i släktet Trirhithrum och familjen borrflugor.
Artens utbredningsområde är Kongo. Inga underarter finns listade i Catalogue of Life.